# 迪克·梅恩
理查德·P·梅恩（英語：Richard P. Mehen，1922年5月20日—1986年12月14日），美国NBA联盟前职业篮球运动员。